# Premio Goya per il miglior film
Il premio Goya per il miglior film (premio Goya a la mejor película) è un premio cinematografico assegnato annualmente dall'Academia de las Artes y las Ciencias Cinematográficas de España a partire dal 1987 al miglior film di produzione spagnola uscito nelle sale cinematografiche nel corso dell'anno precedente.

## Albo d'oro
I vincitori sono indicati in grassetto, a seguire gli altri candidati.

### Anni 1987-1989
- 1987: Il viaggio in nessun luogo (El viaje a ninguna parte), regia di Fernando Fernán Gómez
  - 27 horas, regia di Montxo Armendáriz
  - La metà del cielo (La mitad del cielo), regia di Manuel Gutiérrez Aragón
- 1988: Il bosco animato (El bosque animado), regia di José Luis Cuerda
  - Divine parole (Divinas palabras), regia di José Luis García Sánchez
  - El lute, o cammina o schiatta, noto anche con il titolo Il Lute - Cammina o scappa (El lute: camina o revienta), regia di Vicente Aranda
- 1989: Donne sull'orlo di una crisi di nervi (Mujeres al borde de un ataque de nervios), regia di Pedro Almodóvar
  - Diario d'inverno (Diario de invierno), regia di Francisco Regueiro
  - Espérame en el cielo, regia di Antonio Mercero
  - Remando nel vento (Remando al viento), regia di Gonzalo Suárez
  - Il tunnel (El túnel), regia di Antonio Drove

### Anni 1990-1999
- 1990: La scimmia è impazzita (El sueño del mono loco), regia di Fernando Trueba
  - Squillace (Esquilache), regia di Josefina Molina
  - Il mare e il tempo (El mar y el tiempo), regia di Fernando Fernán Gómez
  - Montoyas y tarantos, regia di Vicente Escrivá
  - Il bambino della luna (El niño de la luna), regia di Agustí Villaronga
- 1991: ¡Ay, Carmela!, regia di Carlos Saura
  - Le lettere di Alou (Las cartas de Alou), regia di Montxo Armendáriz
  - Légami! (¡Átame!), regia di Pedro Almodóvar
- 1992: Amantes - Amanti (Amantes), regia di Vicente Aranda
  - Don Giovanni negli inferni (Don Juan en los infiernos), regia di Gonzalo Suárez
  - Il re stupito (El rey pasmado), regia di Imanol Uribe
- 1993: Belle Époque, regia di Fernando Trueba
  - Prosciutto, prosciutto (Jamón, jamón), regia di Bigas Luna
  - Il maestro di scherma (El maestro de esgrima), regia di Pedro Olea
- 1994: Tutti in carcere (Todos a la cárcel), regia di Luis García Berlanga
  - Intruso, regia di Vicente Aranda
  - Sombras en una batalla, regia di Mario Camus
- 1995: Días contados, regia di Imanol Uribe
  - Canción de cuna, regia di José Luis Garci
  - La passione turca (La pasión turca), regia di Vicente Aranda
- 1996: Nessuno parlerà di noi (Nadie hablará de nosotras cuando hayamos muerto), regia di Agustín Díaz Yanes
  - Il giorno della bestia, regia di Álex de la Iglesia
  - Boca a boca, regia di Manuel Gómez Pereira
- 1997: Tesis, regia di Alejandro Amenábar
  - Bwana, regia di Imanol Uribe
  - Il cane dell'ortolano (El perro del hortelano), regia di Pilar Miró
- 1998: La buona stella (La buena estrella), regia di Ricardo Franco
  - Martín (Hache), regia di Adolfo Aristarain
  - Segreti del cuore (Secretos del corazón), regia di Montxo Armendáriz
- 1999: La niña dei tuoi sogni (La niña de tus ojos), regia di Fernando Trueba
  - Apri gli occhi (Abre los ojos), regia di Alejandro Amenábar
  - Barrio, regia di Fernando León de Aranoa
  - El abuelo, regia di José Luis Garci

### Anni 2000-2009
- 2000: Tutto su mia madre (Todo sobre mi madre), regia di Pedro Almodóvar
  - Cuando vuelvas a mi lado, regia di Gracia Querejeta
  - La lingua delle farfalle (La lengua de las mariposas), regia di José Luis Cuerda
  - Solas, regia di Benito Zambrano
- 2001: El bola, regia di Achero Mañas
  - La comunidad - Intrigo all'ultimo piano (La comunidad), regia di Álex de la Iglesia
  - Leo, regia di José Luis Borau
  - You'Re the One - Una Historia de Entonces (Una historia de entonces), regia di José Luis Garci
- 2002: The Others, regia di Alejandro Amenábar
  - Giovanna la pazza (Juana la loca), regia di Vicente Aranda
  - Lucía y el sexo, regia di Julio Medem
  - Nessuna notizia da Dio (Sin noticias de Dios), regia di Agustín Díaz Yanes
- 2003: I lunedì al sole (Los lunes al sol), regia di Fernando León
  - L'altro lato del letto (El otro lado de la cama), regia di Emilio Martínez Lázaro
  - En la ciudad sin límites, regia di Antonio Hernández
  - Parla con lei (Hable con ella), regia di Pedro Almodóvar
- 2004: Ti do i miei occhi (Te doy mis ojos), regia di Icíar Bollaín
  - La mia vita senza me (Mi vida sin mí), regia di Isabel Coixet
  - Quarto piano (Planta 4ª), regia di Antonio Mercero
  - Soldados de Salamina, regia di David Trueba
- 2005: Mare dentro (Mar adentro), regia di Alejandro Amenábar
  - La mala educación, regia di Pedro Almodóvar
  - Roma, regia di Adolfo Aristarain
  - Tiovivo c. 1950, regia di José Luis Garci
- 2006: La vita segreta delle parole (La vida secreta de las palabras), regia di Isabel Coixet
  - 7 vírgenes, regia di Alberto Rodríguez
  - Obaba, regia di Montxo Armendáriz
  - Princesas, regia di Fernando León de Aranoa
- 2007: Volver, regia di Pedro Almodóvar
  - Il destino di un guerriero (Alatriste), regia di Agustín Díaz Yanes
  - Il labirinto del fauno (El laberinto del fauno), regia di Guillermo del Toro
  - Salvador - 26 anni contro (Salvador Puig Antich), regia di Manuel Huerga
- 2008: La soledad, regia di Jaime Rosales
  - The Orphanage (El orfanato), regia di Juan Antonio Bayona
  - Le 13 rose (Las 13 rosas), regia di Emilio Martínez Lázaro
  - Siete mesas de billar francés, regia di Gracia Querejeta
- 2009: Camino, regia di Javier Fesser
  - Oxford Murders - Teorema di un delitto (Los crímenes de Oxford), regia di Álex de la Iglesia
  - Los girasoles ciegos, regia di José Luis Cuerda
  - Sólo quiero caminar, regia di Agustín Díaz Yanes

### Anni 2010-2019
- 2010: Cella 211 (Celda 211), regia di Daniel Monzón
  - Agora, regia di Alejandro Amenábar
  - El baile de la Victoria, regia di Fernando Trueba
  - Il segreto dei suoi occhi (El secreto de sus ojos), regia di Juan José Campanella
- 2011: Pa negre, regia di Agustí Villaronga
  - Ballata dell'odio e dell'amore (Balada triste de trompeta), regia di Álex de la Iglesia
  - También la lluvia, regia di Icíar Bollaín
  - Buried - Sepolto (Buried), regia di Rodrigo Cortés
- 2012: No habrá paz para los malvados, regia di Enrique Urbizu
  - Blackthorn - Sin destino, regia di Mateo Gil
  - La pelle che abito (La piel que habito), regia di Pedro Almodóvar
  - La voz dormida, regia di Benito Zambrano
- 2013: Blancanieves, regia di Pablo Berger
  - El artista y la modelo, regia di Fernando Trueba
  - Grupo 7, regia di Alberto Rodríguez Librero
  - The Impossible (Lo imposible), regia di Juan Antonio Bayona
- 2014: La vita è facile ad occhi chiusi (Vivir es fácil con los ojos cerrados), regia di David Trueba
  - 15 años y un día, regia di Gracia Querejeta
  - Caníbal, regia di Manuel Martín Cuenca
  - La gran familia española, regia di Daniel Sánchez Arévalo
  - La herida, regia di Fernando Franco
- 2015: La isla mínima, regia di Alberto Rodríguez Librero
  - El Niño , regia di Daniel Monzón
  - Loreak, regia di Jon Garaño e Jose Mari Goenaga
  - Magical Girl, regia di Carlos Vermut
  - Storie pazzesche (Relatos salvajes), regia di Damián Szifrón
- 2016: Truman - Un vero amico è per sempre (Truman), regia di Cesc Gay
  - A cambio de nada, regia di Daniel Guzmán
  - La novia , regia di Paula Ortiz
  - Nadie quiere la noche, regia di Isabel Coixet
  - Perfect Day (Un día perfecto), regia di Fernando León de Aranoa
- 2017: La vendetta di un uomo tranquillo (Tarde para la ira), regia di Raúl Arévalo
  - L'uomo dai mille volti (El hombre de las mil caras), regia di Alberto Rodríguez
  - Julieta, regia di Pedro Almodóvar
  - Che Dio ci perdoni (Que Dios nos perdone), regia di Rodrigo Sorogoyen
  - Sette minuti dopo la mezzanotte (A Monster Calls), regia di Juan Antonio Bayona
- 2018: La casa dei libri (La librería), regia di Isabel Coixet
  - Il movente (El autor), regia di Manuel Martín Cuenca
  - Estate 1993 (Estiu 1993), regia di Carla Simón
  - Handia, regia di Aitor Arregi e Jon Garaño
  - Verónica, regia di Paco Plaza

- 2019: Non ci resta che vincere (Campeones), regia di Javier Fesser
  - Carmen y Lola, regia di Arantxa Echevarría
  - Il regno (El reino), regia di Rodrigo Sorogoyen
  - Entre dos aguas , regia di Isaki Lacuesta
  - Tutti lo sanno (Todos lo saben), regia di Asghar Farhadi

### Anni 2020-2029
- 2020: Dolor y gloria, regia di Pedro Almodóvar
  - Mientras dure la guerra, di Alejandro Amenábar
  - La trinchera infinita, regia di Jon Garaño, Aitor Arregi e Jose Mari Goenaga
  - Intemperie, regia di Benito Zambrano
  - O que arde, regia di Oliver Laxe

- 2021: Las niñas, regia di Pilar Palomero
  - La boda de Rosa, regia di Icíar Bollaín
  - Sentimental, regia di Cesc Gay
  - Adú, regia di Salvador Calvo
  - Ane, regia di David Pérez Sañudo

- 2022: Il capo perfetto (El buen patrón), regia di Fernando León de Aranoa
  - Una donna chiamata Maixabel (Maixabel), regia di Icíar Bollaín
  - Madres paralelas, regia di Pedro Almodóvar
  - Mediterráneo, regia di Marcel Barrena
  - Libertad, regia di Clara Roquet

- 2023: As Bestas - La terra della discordia (As bestas), regia di Rodrigo Sorogoyen
  - Alcarràs - L'ultimo raccolto (Alcarràs), regia di Carla Simón
  - Cinco lobitos, regia di Alauda Ruiz de Azúa
  - La Maternal, regia di Pilar Palomero
  - Modelo 77, regia di Alberto Rodriguez

- 2024: La società della neve (La sociedad de la nieve), regia di J. A. Bayona
  - 20.000 especies de abejas, di Estibaliz Urresola Solaguren
  - Cerrar los ojos, regia di Víctor Erice
  - Un amor, regia di Isabel Coixet
  - Saben aquell, regia di David Trueba